# 교황 아니체토
교황 아니체토(라틴어: Anicetus, 이탈리아어: Aniceto)는 제11대 교황(재위: 155년 - 166년)이다. 그의 이름은 그리스어로 ‘정복되지 않은(ἀ-νίκητος)’이라는 뜻이다. 로마 제국의 시리아 속주 에메사(오늘날의 홈스)에서 태어났다.
이레네오의 증언에 따르면, 사도 요한의 제자인 스미르나의 주교 폴리카르포가 예수 부활 대축일의 날짜를 고정시키기 위하여 로마로 가서 교황 아니체토를 만났다고 한다. 초기 기독교에서는 예수의 부활을 기념하는 날짜에 관하여 두 가지 관행이 공존하였다. 폴리카르포가 속해 있던 스미르나 교회는 유대교에서 초봄의 만월인 니산 14일에 과월절을 지내오는 것을 그대로 받아들여 이와 동일한 날을 예수 부활 대축일로 기념하였던 반면에, 로마 교회는 과월절 당일 일요일 또는 과월절 다음 일요일에 예수 부활 대축일로 거행했던 것이다. 이러한 차이 때문에 교황 아니체토와 폴리카르포 주교가 만나서 서로 다른 동·서방 교회의 예수 부활 대축일 날짜의 통일안을 의논하였다. 그 만남은 대단히 우호적이었지만 결국 합의를 이루어내지는 못하였다. 그렇지만 아니체토는 폴리카르포와 스미르나 교회의 관행을 존중하기로 하였으며, 폴리카르포 역시 로마 교회의 관행을 존중하기로 하고 헤어졌다. 이러한 논쟁은 이후 다음 세기에서는 더욱 격화되었다.
기독교 역사학자 헤제시포 또한 아니체토 교황 재위기간 중에 로마를 방문하였다. 이와 같은 방문들은 초창기부터 로마 주교좌가 매우 중요한 위치에 있었다는 것을 입증하는 증거로 인용되곤 한다.
아니체토는 몬타누스주의를 금지함으로써 이단을 단죄한 최초의 교황이 되었다. 또한 그는 영지주의와 마르키온주의에 대해서도 마찬가지로 반대하는 입장을 취했다. 《교황 연대표》에 따르면, 아니체토는 성직자들에게 머리카락을 짧게 깎으라고 지시하였다고 한다. 반면에 폴리카르포 등 동방 교회에서는 영지주의자들 때문에 긴 머리카락을 고수하였다.
2세기 로마의 사제 가유스에 따르면, 목수 아나클레토가 세운 초대 교황 베드로의 무덤 기념비는 교황 아니체토의 것으로 밝혀졌고 현대의 발굴에 따르면 그 기념비는 2세기에 만든 것으로 드러났다.
아니체토는 마르쿠스 아우렐리우스와 함께 로마 제국의 공동 황제였던 루키우스 베루스의 치세 때에 순교를 했다고 전해지지만, 이러한 이야기를 뒷받침할 수 있는 역사적은 근거는 아직까지는 발견되지 않았다. 아니체토가 선종한 날짜는 4월 16일, 4월 17일 그리고 4월 20일 등이 유력한 후보로 거론되고 있다. 오늘날 로마 가톨릭교회에서 정식으로 채택한 축일은 4월 17일이다.

## 같이 보기
- 교황 목록